# Prom kolejowy

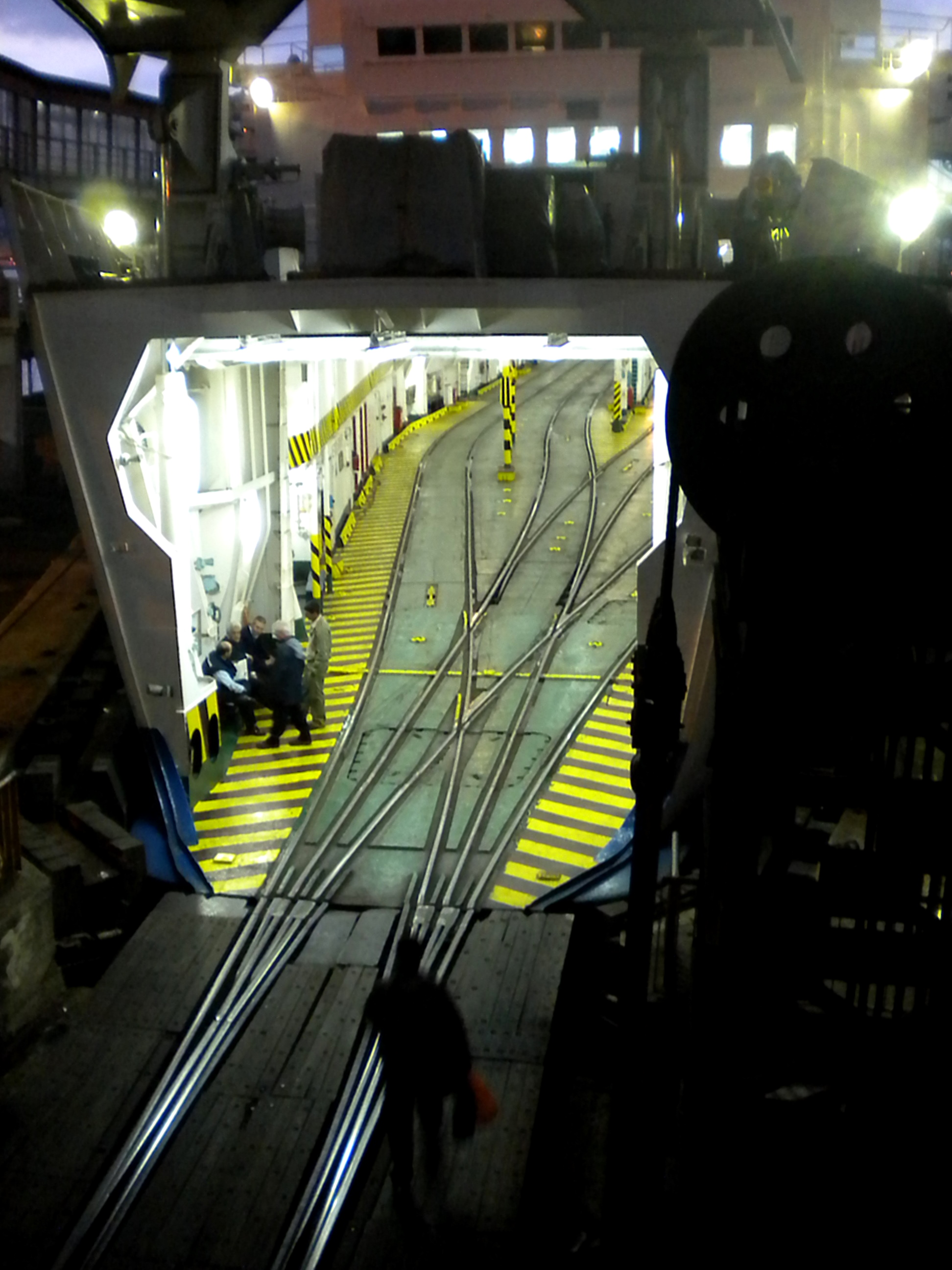
Wnętrze promu kolejowego

Prom kolejowy – typ statku przystosowany do transportu wagonów kolejowych. Zazwyczaj na statku jest jeden poziom, który posiada tory kolejowe z wjazdem i wyjazdem z jednej lub z dwóch stron statku. Pokład promu jest połączony z torami kolejowymi na lądzie specjalną rampą, która obniża się, bądź podwyższa w zależności od poziomu wody.
Przy przewozach na krótkich liniach prom kolejowy jest o wiele lepszym rozwiązaniem niż zwyczajny statek, ponieważ załadunek i rozładunek wagonów kolejowych trwa o wiele krócej i nie trzeba ładować i rozładowywać poszczególnych wagonów, co zapobiega uszkodzeniom zawartości. Przy dłuższych przewozach nie stosuje się przewożenia towaru w wagonach, ze względu na słabe wykorzystanie przestrzeni ładunkowej statku oraz wyłączenie wagonów z eksploatacji na dłuższy czas.